# Paix de Ferrare (1433)
Pour les articles homonymes, voir Paix de Ferrare.
La paix de Ferrare a été signée dans la ville homonyme le 26 avril 1433.

## Histoire
Après l'échec de la paix de Ferrare de 1426 et de 1428, le marquis de Ferrare, Nicolas III d'Este, et le marquis de Saluces, Ludovic Ier, optèrent à nouveau pour la paix à la suite de la guerre qu'avaient suscité le duc de Milan, Philippe Marie Visconti, et la république de Venise.
La paix, qui fut signée le 26 avril 1433 à Ferrare, stipula que toutes conquêtes des belligérants devaient être réciproquement rendues.